# توماس إف. كولي
توماس إف. كولي (بالإنجليزية: Thomas F. Cooley) هو اقتصادي أمريكي، ولد في 3 يناير 1943.